# لورن آمبروز
 لورن آمبروز (انگلیسی: Lauren Ambrose؛ زاده ۲۰ فوریهٔ ۱۹۷۸) یک هنرپیشه اهل ایالات متحده آمریکا است. وی از سال ۱۹۹۷ میلادی تاکنون مشغول فعالیت بوده‌است.
از فیلم‌ها یا برنامه‌های تلویزیونی که وی در آن نقش داشته است می‌توان به شروع به هنگام عصر، شش فوت زیر زمین، درون و بیرون، مهمانی ساحل روانی، حفرکنندگان، نمی‌توانم صبر کنم و خدمتکار اشاره کرد.